# Oriol Estrada Rangil
Oriol Estrada Rangil (Mataró, 23 de maig de 1980), també conegut amb el pseudònim de Capitán Urías, és un divulgador català de cultura japonesa especialitzat en manga i anime. És assessor de continguts del Manga Barcelona i coordinador d'activitats al Saló Internacional del Còmic de Barcelona. L'interès pel manga i pel Japó li va néixer amb el Capità Harlock i Bola de Drac, animes emesos per TV3 a les dècades del 1980 i 1990, respectivament. La influència d'aquestes sèries fou tan forta que es va començar a interessar per la cultura japonesa i va aprendre el japonès, acabant de fundar la seva empresa de traducció, cultura i oci japonès el 2015.
El 2010 estrenà el documental Crónicas desde Cipango al 16è Saló del Manga de Barcelona. El documental entrevista a quatre bloguers espanyols residents al Japó i té per objectiu descobrir per quin motiu molts ciutadans occidentals se senten fascinats pel Japó. Dos anys més tard presentà el documental Songokumania, el big bang del manga al 18è Saló del Manga de Barcelona, on parla sobre el fenomen social sorgit a Catalunya a mitjans de la dècada del 1990 arran de l'emissió de l'anime Bola de Drac a TV3. Amb motiu del 30è aniversari de la creació de Bola de Drac, el 2016 el documental fou reeditat en una versió més extensa, i es presentà al Festival Sant Cugat Fantàstic de 2016, en el marc de diverses activitats relacionades amb la sèrie. Paral·lelament, també va veure la llum un llibre amb títol homònim, que es presentà al Festival de Cinema de Sitges.
El 2014 fou coordinador i redactor del darrer volum de l'enciclopèdia de còmic Del Tebeo al Manga, dirigida pel divulgador de còmic Antoni Guiral. El 2019 va veure la llum el llibre 501 mangas que leer en español (Norma), amb Marc Bernabé com a coautor. La idea del llibre naix a les xarxes socials, ja que en el seu compte de Twitter, Estrada oferia ressenyes de manga a canvi d'un "m'agrada". L'èxit de la iniciativa va desembocar en la gestació del llibre, a la qual s'hi va afegir Bernabé. Els treballs de selecció, relectura i redacció del llibre va durar dos anys i, segons els mateixos autors, el resultat final no és una recopilació dels millors mangues sinó que pretén ser un reflex de la història del manga a l'Estat espanyol i fins i tot del Japó.
Des del 2023 presenta el pòdcast Puja al puto robot! de Radio Primavera Sound, juntament amb l'Ofèlia Carbonell. A la tercera edició dels premis Sonor (2024), el pòdcast fou guanyador en la categoria de millor pòdcast d'entreteniment.
El 30 de maig de 2025 presenta la docusèrie Llum, foc, destrucció!, que tracta sobre l'impacte de la sèrie Bola de Drac de manga i anime en la cultura catalana.

## Publicacions (selecció)
- 2014: Guiral, Antoni; Estrada, Oriol; Diversos autors. Manga: Made In Japan (en castellà). 11.  Evolution Comics (Panini), 2016 (Del tebeo al manga. Una historia de los cómics). ISBN 978-8490248904.
- 2016: Estrada, Oriol. Songokumania: el Big Bang del manga.  Edicions Xandri, 2016. ISBN 978-8494609404.
- 2016: de la Torre, Toni; Estrada, Oriol; Diversos autors. La medicina en las series de televisión (en castellà).  Fundación Dr. Antonio Esteve, 2016. ISBN 978-8494257193.
- 2018: Jean, David; Estrada, Oriol; Diversos autors. Japón para otakus (en castellà).  Diabolo, 2016. ISBN 978-8494944918.
- 2019: Estrada, Oriol; Bernabé, Marc. 501 mangas que leer en español (en castellà). 2019.  Norma, 2019. ISBN 978-8467939408.
- 2020: Estrada, Oriol. Cultura Manga (en castellà). 2020.  Redbook, 2020, p. 228. ISBN 978-8412231151.

## Filmografia

### Docusèries

#### Com a director
- 2025 - Llum, foc, destrucció!

#### Com a guionista
- 2025 - Llum, foc, destrucció!